# Valdelosa
Valdelosa és un municipi de la província de Salamanca a la comunitat autònoma de Castella i Lleó. Limita al Nord amb Mayalde i El Cubo de Tierra del Vino, a l'Est amb Topas, al Sud amb Forfoleda i Torresmenudas i a l'Oest amb Zamayón, Palacios del Arzobispo i Santiz.

## Demografia
| 1991 | 1996 | 2001 | 2004 |
| ---- | ---- | ---- | ---- |
| 485  | 511  | 501  | 530  |